# Terry Riley
Pour les articles homonymes, voir Riley.
Terrence Mitchell “Terry” Riley, né le 24 juin 1935 à Colfax en Californie, est un compositeur américain. Il est considéré comme un des fondateurs de la musique minimaliste, courant de la musique contemporaine, et l'un des compositeurs les plus importants de la musique classique aux États-Unis.

## Biographie
Terry Riley a d'abord étudié la composition au Shasta College, à l'université de San Francisco et au conservatoire de San Francisco avant de remporter, en 1961, un Master of Art à l'université de Californie à Berkeley, avec les professeurs Seymour Shifrin et Robert Erickson. Il a été impliqué dans l'expérimental San Francisco Tape Music Center, collaborant avec Morton Subotnick, Steve Reich, Pauline Oliveros et Ramon Sender (en). Son plus influent professeur fut, toutefois, Pandit Prân Nath, un maître du chant classique Indien, qui enseigna également à La Monte Young et Marian Zazeela. Terry Riley fit de nombreux voyages en Inde durant leur association, pour étudier mais aussi pour l'accompagner aux tablas, tampoura et au chant. Durant les années 1960, il voyagea fréquemment en Europe, recevant de nouvelles influences musicales. Entre autres, il joua du piano dans le quartier de Pigalle, en compagnie de Daevid Allen, futur membre des groupes Soft Machine et Gong. Il rejoignit la faculté du Mills College en 1971 pour enseigner la musique classique indienne. Il fut nommé docteur honoris causa en musique de Chapman University (Orange (Californie)) en 2007.
C'est durant les années 1960 que Terry Riley inaugura les All-Night Concerts, durant lesquels il jouait, essentiellement en improvisant, de la nuit tombée jusqu'au petit matin suivant. Il utilisait un vieil harmonium (rafistolé avec un moteur d'aspirateur) et un saxophone couplé à un enregistreur magnétique dit tape-delayed. Ce type d'enregistreur modifié permet de repasser en boucle, avec un retard, le son immédiatement enregistré. Quand il voulait faire une pause, après des heures de jeu, il faisait jouer en boucle des fragments de saxophone enregistrés dans la soirée. Il continua ces concerts durant des années, alors que les auditeurs apportaient des sacs de couchage, des hamacs et toute leur petite famille.
Terry Riley commença une longue coopération avec le Kronos Quartet lorsqu'il rencontra son fondateur David Harrington alors qu'ils étaient au Mills College. Durant sa carrière, Terry Riley a composé 13 quatuors pour cordes, en plus d'autres œuvres. Il écrivit sa première pièce pour orchestre, Jade Palace, en 1991, et a continué dans cette voie, avec plusieurs autres compositions orchestrales qui lui ont été commandées.
De nos jours, Terry Riley professe et interprète le chant râga indien et le piano.

## Technique musicale
Alors que ses premières compositions ont été influencées par Stockhausen, Terry Riley a changé d'orientation stylistique après avoir rencontré La Monte Young. Le Quatuor pour cordes (1960) fut la première composition de cette nouvelle période, très vite suivi d'un trio pour cordes, dans lequel il employa pour la première fois de courtes phrases répétées. Riley est considéré, pour cette raison, comme l'un des pères fondateurs de la musique minimaliste.
Dès les années 1950, il travailla avec des bandes magnétiques montées en boucle, une toute nouvelle technologie. Il continua d'utiliser, durant toute sa carrière, des bandes magnétiques pour créer des effets musicaux, aussi bien en studio que sur scène. Il a composé des œuvres en intonation juste aussi bien qu'en microtonal.
Sa musique est généralement composée d'improvisations basées sur des phrases modales de différentes longueurs, comme dans In C et les Keyboard Studies n° 1 et n° 2.
Son œuvre la plus marquante est sans conteste In C ("en do"), créée en 1964, aujourd'hui pièce maîtresse de la musique américaine et une des grandes œuvres du mouvement minimaliste. La première fut jouée par Steve Reich, Jon Gibson, Pauline Oliveros et Morton Subotnick entre autres. L'œuvre influença les travaux de ces derniers et ceux d'autres tels John Adams et Philip Glass. La structure de l'œuvre innovait: la pièce consiste en 53 motifs. Chaque motif contient une phrase musicale différente et de longueur variable mais presque toujours, comme le titre l'indique, en Do. Un instrumentiste donnait le tempo en tapant rythmiquement un Do au piano. Le choix des instruments joués ainsi que le nombre d'instrumentistes était libre. Terry Riley décrit ainsi la façon de jouer : "tous les interprètes jouent la même partition de 53 motifs à répéter (...). Chaque interprète a la liberté de choisir le nombre de répétitions avant qu'il ne passe au motif suivant. Aucune règle ne fixe le nombre de répétitions". Bien que l'interprétation soit très libre, Riley préconisait toutefois que les différents interprètes se surveillent quand même, de façon qu'ils n'aient pas trop d'avance ou de retard les uns par rapport aux autres. La composition Keyboard Studies, pour un seul interprète, est structurée de la même façon.
Son album expérimental A Rainbow in Curved Air fut très bien accueilli par le monde de la pop music et y a eu une forte influence, du fait de son climat considéré comme "hypnotique". Le groupe progressif anglais "Curved Air" tire son nom de cette œuvre. Il a également inspiré Pete Townshend, compositeur du groupe rock britannique The Who, notamment dans les chansons de l'album Who's Next, Won't Get Fooled Again et Baba O'Riley, dont le titre est un hommage au travail de Terry Riley.
Il a également composé des musiques de film et notablement collaboré avec le poète de la Beat Generation Michael McClure, avec qui il a publié plusieurs CD.

## Œuvres
- Music for the Gift (1963) : il accompagne le trompettiste de jazz Chet Baker d'une superposition de sons sur bandes magnétiques.
- Dorian Reeds (1964)
- In C (1964) : pièce pour ensemble libre, son œuvre la plus jouée.
- Keyboard Studies : Keyboard Study n° 1 (1964) et Keyboard Study n° 2 (1965).
- Olson III (1967) : œuvre pour orchestre et chœur d'enfants. La première eut lieu à Stockholm, Suède.
- Poppy Nogood and the Phantom Band (1967) : pièce pour saxophone, orgue et time lag accumulator permettant de créer un écho de retard et de hauteur variables.
- Music with Balls (1969) : sur une œuvre vidéo éponyme d'Arlo Acton
- A Rainbow in Curved Air (1969) : œuvre qui a été publiée sur le même album que Poppy Nogood and the Phantom Band. La composition peut être entendue dans le jeu vidéo Grand Theft Auto IV (2008), en écoutant la station radio fictive The Journey.
- Church of Anthrax (1971) : en compagnie de l'ancien membre du Velvet Underground John Cale.
- Persian Surgery Dervishes (1972) : il joue sur la durée, inspiré par les cérémonies soufis, cherchant à mener son auditoire à une extase mystique.
- Happy Ending (1972) : bande originale du film Les Yeux fermés de Joël Santoni.
- Journey from the Death of a Friend (1972) : autre face de Happy Ending, proche de A Rainbow in Curved Air.
- Lifespan (1974) : bande originale du film Le Secret de la vie d'Alexander Whitelaw.
- Shri Camel (1980) : œuvres pour orgue solo, accordé en intonation juste et modifié par des délais traités numériquement. Terry Riley considérait, en 1980, cette œuvre comme une des plus abouties[1].
- The Harp of New Albion (1986) : pour piano accordé en intonation juste.
- Chanting the Light of Foresight (1987) : avec le Rova Saxophone Quartet en intonation juste.
- Salome Dances for Peace (1986)
- Requiem for Adam (1998): composé en mémoire d'Adam Harrington, fils de David et Regan Harrington du Kronos Quartet.
- The Philosopher's Hand (2000)
- Sun Rings (2002), composé pour le Kronos Quartet
- Atlantis Nath (2002)
- The Cusp of Magic (2004), avec le Kronos Quartet
- Banana Humberto (2008), piano concerto avec le Paul Dresher Ensemble[2]
- The Last Camel in Paris (2008), performance solo sur orgue électronique à Paris (1978)[3]
- Two Early Works (2010), premier enregistrement de deux compositions du début, réalisé par le Calder Quartet
- Aleph (2012)
- G Song (2015), Kronos Quartet, pour son 80ème anniversaire
- Sun Rings (2019), Kronos Quartet,  Music from space avec l'astrophysicien Donald Gurnett